# Giả thuyết Kepler
Giả thuyết Kepler, được đặt theo tên của nhà toán học và nhà thiên văn người Đức Johannes Kepler, là một định lý toán học về xếp hình cầu trong không gian Euclid ba chiều. Nó cho rằng không có sự sắp xếp các quả cầu có cùng kích thước lấp đầy không gian có mật độ trung bình tốt hơn so với việc xếp các khối lập phương (hệ tinh thể lập phương) và sắp xếp các quả cầu giống nhau. Mật độ của sự sắp xếp này chỉ là khoảng 74.05%.
Năm 1998, Thomas Hales đi theo một cách tiếp cận được đề xuất bởi Fejes Tóth vào năm 1953 tuyên bố rằng ông có cách chứng minh giả thiết Kepler. Chứng minh của Hales là chứng minh của sự vắt kiệt bao gồm việc kiểm tra nhiều trường hợp cụ thể, sử dụng các tính toán của máy vi tính phức tạp. Những người đóng vai trò trọng tài đã cho rằng có đến 99% được xác định là đúng trong cách chứng minh của Hales, và giả thiết của Kepler được chấp nhận như một định lý. Năm 2014, đội dự án Flyspeck, được dẫn dắt bởi Hales, đã tuyên bố đã hoàn thiện một chứng minh chính thức của giả thiết Kepler, sử dụng sự kết hợp các trợ thủ Isabelle và HOL Light. Vào năm 2017, chứng minh chính thức đã được chấp nhận bởi Forum of Mathematics.

## Hoàn cảnh

Mô phỏng xếp khối lập phương (trái) và xếp khối sáu mặt (phải).

Tưởng tượng việc lấp đầy một khoảng trống với những quả cầu có cùng kích thước nhỏ. Mật độ của việc sắp xếp là như nhau cho mức độ tập hợp của những quả cầu được phân chia bởi lượng của vật chứa. Tăng lớn nhất có thể số quả cầu đó có nghĩa là có một sự sắp xếp với mật độ lớn nhất có thể, vì thế các quả cầu được sắp xếp gần nhất có thể.
Thí nghiệm chỉ ra rằng thả những quả cầu một cách ngẫu nhiên sẽ đạt được mật độ lấp đầy là khoảng 65%. Tuy nhiên, một mật độ lớn hơn có thể đạt được nếu các quả cầu được sắp xếp một cách cẩn thận. Bắt đầu với một lớp các quả cầu trong lưới lục giác, sau đó đặt một lớp tiếp theo ở điểm thấp nhất bạn có thể đặt ở trên lớp đầu tiên, và cứ tiếp tục như vậy. Ở mỗi bước như thế có hai lựa chọn để đặt các lớp quả cầu, và giải pháp tự nhiên sẽ tạo ra một số vô hạn không thể đếm được của các lớp, những cách sắp xếp tốt nhất là xếp khối lập phương và xếp lục giác. Mỗi sự sắp xếp này có mật độ trung bình là: 
{\displaystyle {\frac {\pi }{3{\sqrt {2}}}}=0.740480489\ldots }
Giả thiết Kepler đã cho rằng đó là mật độ tốt nhất mà chúng ta có thể đạt được. Các cách sắp xếp khác không cho mật độ cao hơn.